# 삼지당
삼지당은 대한민국 경상북도 의성군 봉양면 구미리 216-3에 있다. 2013년 5월 28일 의성군의 문화유산 제24호로 지정되었다.

## 개요
삼지당은 아주인(鵝洲人) 삼지당(三知堂) 신한걸(申漢傑, 1625∼1697)을 추모해 후손들이 1943년에 세운 정자이다. 신한걸은 사후 이조 참판을 추증받은 오봉(梧峯) 신지제(申之悌, 1562∼1624)의 손으로 인품이 단아하고 문장이 뛰어난 선비였다.